# Vaugrigneuse
Vaugrigneuse – miejscowość i gmina we Francji, w regionie Île-de-France, w departamencie Essonne.
Według danych na rok 1990 gminę zamieszkiwały 903 osoby, a gęstość zaludnienia wynosiła 149 osób/km² (wśród 1287 gmin regionu Île-de-France Vaugrigneuse plasuje się na 654. miejscu pod względem liczby ludności, natomiast pod względem powierzchni na miejscu 608.).